# Kaliwungu (Balapulang)
Kaliwungu is een bestuurslaag in het regentschap Tegal van de provincie Midden-Java, Indonesië. Kaliwungu telt 2801 inwoners (volkstelling 2010).